# Dois Irmãos (quadrinhos)
Dois Irmãos é um romance gráfico, criado pelos quadrinistas brasileiros Fábio Moon e Gabriel Bá. O livro é baseado na obra homônima de Milton Hatoum. O livro foi publicado no Brasil pela Quadrinhos na Cia e nos Estados Unidos (com o título "Two Brothers") pela Dark Horse Comics. O livro ganhou o Troféu HQ Mix de "melhor adaptação para os quadrinhos" e o Eisner Award de "melhor adaptação de outro meio". A história do livro acompanha o conflito entre os gêmeos Omar e Yaqub, descendentes de libaneses que vivem na Manaus da primeira metade do século XX.